# Konrad Wilczynski
Konrad „Conny“ Wilczynski (* 9. Februar 1982 in Wien) ist ein ehemaliger österreichischer Handballspieler polnischer Abstammung. Seine Körpergröße beträgt 1,80 m.
Wilczynski wurde meist als Linksaußen eingesetzt. Wegen seiner trickreichen Drehwürfe ist er auch unter dem Spitznamen „Wuzzlerkönig“ bekannt.

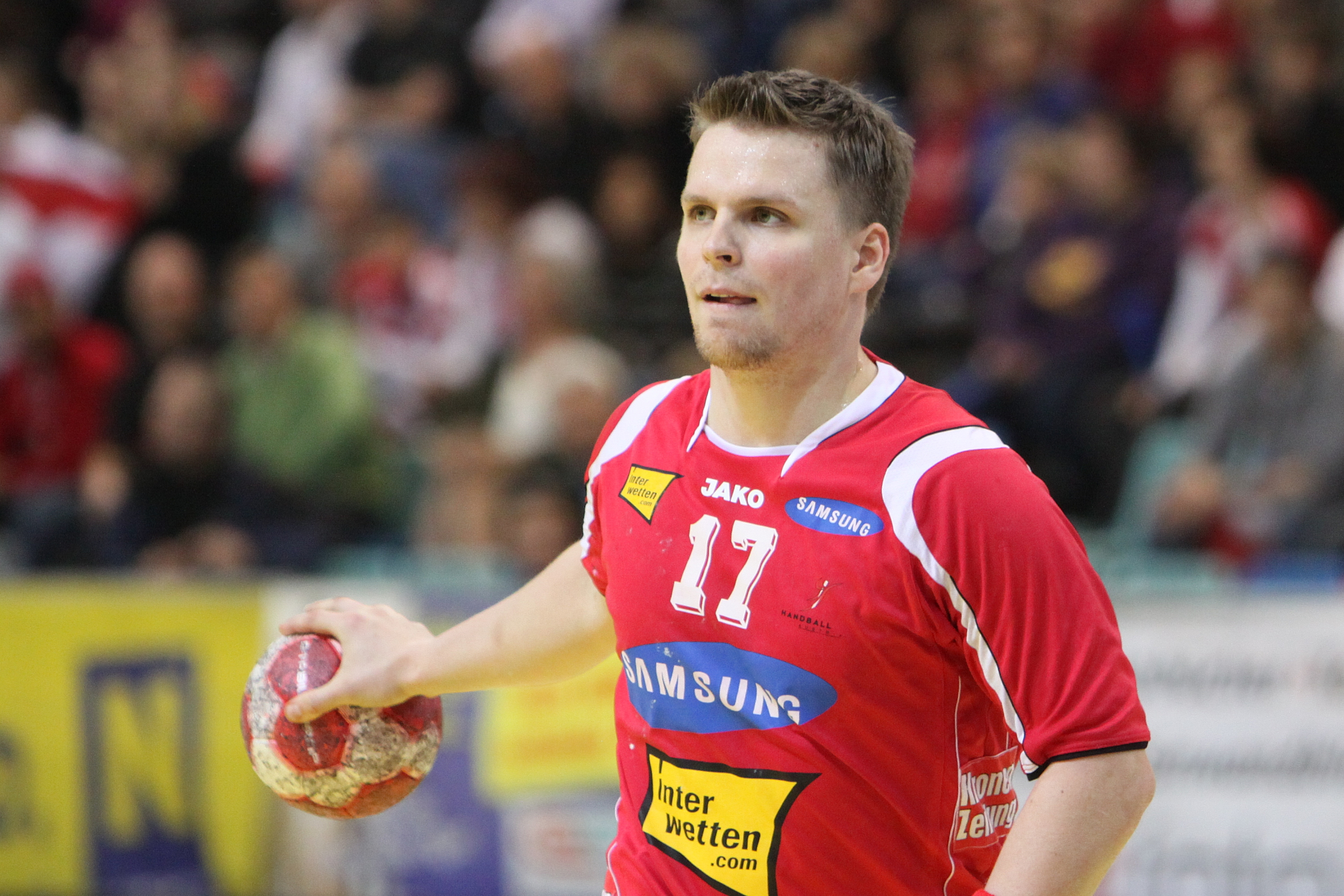
Konrad Wilczynski, 8. Januar 2010

## Karriere

### Spielerkarriere
Konrad Wilczynski begann in Wien mit dem Handballspiel; von 1992/93 bis 2001/02 spielte er bei West Wien, wo er auch in der ersten Mannschaft debütierte, bevor er 2002/03 zu A1 Bregenz wechselte. Hier gewann er 2003/04, 2004/05 und 2005/06 die österreichische Meisterschaft sowie 2002/03 und 2005/06 den österreichischen Pokal. Des Weiteren nahm er mit den Vorarlbergern 2002/03 und 2004/05 am EHF-Pokal sowie 2003/04 am Europapokal der Pokalsieger teil. 2005/06 erreichte Wilczynski die Gruppenphase der EHF Champions League. Dem Team gelang ein Sieg gegen den SC Magdeburg, in welchem der Außenspieler den entscheidenden Treffer per Siebenmeter erzielte. 2006/07 wechselte er zum deutschen Zweitligisten Füchse Berlin, mit dem er in der ersten Saison in die 1. Bundesliga aufstieg. In der Saison 2007/08 wurde der mit der Rückennummer 17 spielende Wilczynski für Experten überraschend mit 237 Treffern Torschützenkönig. Sein Vertrag in Berlin endete im Sommer 2011. Anschließend kehrte er nach Österreich zurück. Er unterschrieb einen Vertrag über fünf Jahre bei SG Handball West Wien. Im Sommer 2014 beendete Wilczynski seine Spielerkarriere, um sich auf seine Managertätigkeit zu konzentrieren.
Konrad Wilczynski bestritt für die österreichische Männer-Handballnationalmannschaft 136 Länderspiele und erzielte dabei 578 Tore. Er nahm für das Nationalteam an der Handball-Europameisterschaft 2010, Handball-Europameisterschaft 2014 sowie der Handball-Weltmeisterschaft der Männer 2011 teil. 2014 beendete Wilczynski seine Nationalteamkarriere.

### Management- und Fernsehkarriere
Neben seiner Engagements als Profisportler schloss der Wiener ein Wirtschaftsstudium ab und übernahm mit seinem Wechsel in die österreichische Liga das Amt als geschäftsführender Manager bei der SG Handball West Wien. 2016 gründete Wilczynski das Unternehmen Sportbox für welches er seither als Geschäftsführer tätig ist. Zusätzlich engagiert er sich seit 2016 ehrenamtlich als Vize-Präsident der spusu LIGA. Nach der Saison 2022/23 musste sich die SG Handball West Wien aus der ersten Liga zurückziehen und Wilczynski beendete seine Tätigkeit als geschäftsführender Manager.
Seit seiner Rückkehr nach Österreich war er wiederholt bei Spielen des österreichischen Nationalteams als Co-Kommentator für den Österreichischen Rundfunk tätig.

## HLA-Bilanz
| Saison    | Verein                | Spielklasse | Tore | 7-Meter    | Feldtore |
| --------- | --------------------- | ----------- | ---- | ---------- | -------- |
| 2011/12   | SG Handball West Wien | HLA         | 64   | 38/41      | 26       |
| 2012/13   | SG Handball West Wien | HLA         | 158  | 73/90      | 85       |
| 2013/14   | SG Handball West Wien | HLA         | 123  | 65/83      | 85       |
| 2011–2014 | gesamt                | HLA         | 345  | 167 (78 %) | 178      |

## Erfolge
- Bregenz Handball
  - 3× Österreichischer Meister 2003/04, 2004/05, 2005/06
  - 2× Österreichischer Pokalsieger 2002/03, 2005/06
- Füchse Berlin
  - Bundesligaaufstieg 2007
  - 1× Torschützenkönig der Handball-Bundesliga (2007/08)